# Comité para la abolición de las deudas ilegítimas
El Comité para la abolición de las deudas ilegítimas (CADTM, iniciales de su nombre anterior, Comité para la Anulación de la Deuda del Tercer Mundo) es una red internacional constituida por miembros y comités locales de Europa, América Latina y Asia que persigue, mediante la realización y elaboración de alternativas radicales al neoliberalismo, alcanzar la satisfacción universal de las necesidades, de las libertades y de los derechos humanos fundamentales en el Tercer Mundo y en las poblaciones excluidas de los países desarrollados, para lo que considera imprescindible la anulación de la deuda externa, que, en su inmensa mayoría es considerada como deuda odiosa.

## CADTM - Comité para la abolición de las deudas ilegítimas
Para la CADTM la realidad de la deuda externa es un nuevo modelo de recolonización económica impuesto por los países desarrollados a los países periféricos que son considerados como mera reserva de materias primas y de mano de obra barata. A los países del Tercer Mundo y periféricos se les impone -sin la más mínima mediación democrática en sus propios países-, ajustes estructurales para el pago de desorbitadas deudas externas que afianzan la recolonización económica y social. Mediante la deuda odiosa y los ajustes estructurales que obligan a la venta de sus bienes, los países ven como empresas o corporaciones transnacionales o internacionales explotan sus recursos naturales (petróleo, oro, diamante, reservas mineras, agua, madera, cultivos, tierras, etc.), privatizan los principales servicios públicos (agua, salud, educación, electricidad, telecomunicaciones...) y dejan al conjunto de ciudadanos como deudores en una sociedad desintegrada, con una culturas económica y social arrasadas.
Para CADTM, 

“La tarea más urgente no es dejar, como hacen el Banco Mundial y el FMI, a los más desheredados librados a la codicia de los más ricos, sino de salvaguardar duraderamente las garantías sociales o ecológicas obtenidas, muchas veces, después de una dura lucha por ellas. Y de desarrollar estas garantías para todos. Albert Jacquard, J’accuse l’économie triomphante, 1995.

## Fundación del CADTM
El CADTM fue fundado en Bélgica el 15 de marzo de 1990 con el objetivo de plantear alternativas a la globalización económica neoliberal impuesta a los países pobres (Movimiento antiglobalización). CADTM es una asociación que confluye en objetivos con distintos movimientos sociales populares, de educación permanente, sindicatos, comités de solidaridad internacional y Organizaciones no gubernamentales dedicadas al desarrollo del Tercer Mundo.
CADTM es miembro del consejo internacional del Foro Social Mundial, defiende y promueve la soberanía de los pueblos, la solidaridad internacional, la igualdad, la justicia social.

### Presidencia CADTM Bélgica - Éric Toussaint
Éric Toussaint es presidente del Comité para la abolición de las deudas ilegítimas de Bélgica.

## Objetivos central de la CADTM: cancelación de la deuda

### Objetivo fundamental: anulación de la deuda externa - deuda odiosa
La anulación de la deuda exterior pública de los países de la periferia (Tercer Mundo y ex-bloque soviético), así como el abandono de las políticas de ajuste estructural que imponen el Fondo Monetario Internacional (FMI), el Banco Mundial y la Organización Mundial del Comercio (OMC) son sus objetivos. Se trata de acabar con la espiral del endeudamiento y establecer modelos de desarrollo socialmente justos y ecológicamente sostenibles. Para la CADTM la anulación de la deuda exterior pública de los países de la periferia no es un fin en sí mismo; es un medio o condición necesaria, pero no suficiente, para poder construir un desarrollo sostenible y justo, tanto en el Sur como en el Norte del planeta.
La anulación de la deuda de los países periféricos es también la reivindicación central de la plataforma internacional del movimiento ATTAC y uno de los objetivos principales de organizaciones como 50 Years is Enough en Estados Unidos, Bretton Woods Project en Gran Bretaña o Agir ici en Francia. También es uno de los objetivos del movimiento campesino internacional Via Campesina con 70 millones de campesinos afiliados; de la Marcha mundial de las mujeres y de las grandes confederaciones sindicales internacionales —Confederación Internacional de Organizaciones Sindicales LibresCIOSL, Confederación Sindical Internacional, Confederación Mundial del Trabajo—; y de Focus on the Global South que promueve la anulación de la deuda cuando es utilizada como medio de chantaje por los acreedores para imponer a los deudores una apertura máxima de su economía.

## Otros objetivos de la CADTM

### Objetivos genéricos
Además del objetivo central de anular la deuda, la CADTM pretende de manera general:
- Mejorar la información y la formación sobre los problemas de desarrollo y en particular en el marco de las relaciones “Norte - Sur”;
- Tomar iniciativas, organizar acciones, transmitir informaciones y realizar proyectos que contribuyan a favorecer la solidaridad internacional entre ciudadanas y ciudadanos del mundo, que viven en el Norte o en el Sur, el Este o el Oeste;
- Favorecer la emergencia de un mundo más justo y respetuoso de la soberanía de los pueblos, de la justicia social, de la igualdad entre los hombres y entre ellos y las mujeres.[4]

#### Objetivos y reivindicaciones concretas
El CADTM se propone cinco objetivos o misiones principales:
- Análisis minucioso de los orígenes y consecuencias de la deuda externa de los países periféricos y de las posibilidades tanto técnicas como políticas de su anulación.
- Elaboración de alternativas de financiación del desarrollo humano y de transformación radical de las organizaciones institucionales y de financiación internacionales.
- Promoción y construcción de la garantía universal de los derechos fundamentales.
- Promoción y construcción de los movimientos sociales y redes ciudadanas nacionales e internacionales.
- Interpelación a los representantes políticos con el objeto de promover la garantía de los derechos humanos fundamentales.

## Propuestas de CADTM
Para la real independencia de los mercados financieros, los países deben poner en práctica un modelo alternativo caracterizado por:
- Complementariedad Sur-Sur —establecimiento de relaciones entre los países del Sur en lugar de la relación actual y exclusiva con el Norte—.
- Redistribución previa de la riqueza para acabar con las escandalosas desigualdades sociales.
- Creación de fondos de desarrollo importantes y democráticamente controlados por los parlamentos y por los ciudadanos de los países afectados.
- Modificación radical de las instituciones económicas y financieras mundiales:

- Reforma radical o la sustitución del FMI, del Banco mundial y de la Organización mundial del comercio (OMC).
- Control de los mercados financieros y vigilancia transparente y democrática:

- Auditorías abiertas, con participación democráctica real de los países —y no dependiente de órganos supranacionales que escapan al control democrático de los países como el FMI, Banco Mundial, OMC o Agencias de calificación de riesgos privadas—.

- Supresión de los paraísos fiscales.

- Mecanismos de participación populares directos y democráticos que permitan la elaboración y el empoderamiento por parte de los ciudadanos de los proyectos de sociedad que empeñan su futuro.
- Indemnización por el saqueo histórico de los países periféricos durante los últimos cinco siglos; en particular, han sido testigos de la conquista colonial, la trata y la deportación de los negros, el exterminio de poblaciones, el aniquilamiento de culturas locales, incluso de civilizaciones enteras, el agotamiento de recursos naturales y la destrucción del medio ambiente.
- Devolución de bienes mal adquiridos por las élites del Sur: las poblaciones del Sur han sido expoliadas por las peores dictaduras, sostenidas a menudo por los países del Norte aprovechando un sistema de impunidad estructural. Levantamiento del secreto bancario.
- Creación de una tasa a las transacciones financieras (tipo tasa Tobin).
- Establecimiento de un impuesto mundial excepcional sobre las grandes fortunas, tal como lo propuso la Conferencia de Naciones Unidas sobre comercio y desarrollo (Cnuced) en 1995;
- Establecimiento de un programa internacional de conversión de los gastos militares en gastos sociales y culturales.
- Emancipación de las mujeres como parte integrante de sus objetivos y de sus reivindicaciones prioritarias.
- Reducción generalizada del tiempo de trabajo
- Jubilación a los 60 años de edad.

## Otras propuestas de condonación de las deudas: Jubileo de la deuda
En 2019 el cardenal Tagle reclamó un Jubileo especial para derogar la deuda de los países pobres. Hubo una campaña, Campaña Jubileo 2000 reclamando la condonación de la deuda. La organización Campaña Jubileo de la Deuda (Jubilee Debt Campaign) fundada en 1996 sigue reclamando la condonación y reitera sus reivindicaciones con motivo de la crisis mundial sanitaria, social y económica provocada por Pandemia de COVID-19 que afecta de manera más aguda a los países pobres y menos desarrollados.
El jubileo de la deuda hunde sus raíces en el jubileo mosaico del antiguo testamento en el que aparecen varias disposiciones sociales: 1) el descanso de la tierra (cada 50 años) y la imposibilidad de trabajar, 2) la liberación de los esclavos (cada 7 años), 3) el perdón de las deudas (cada 7 años) y 4) el rescate de la propiedad.